# Rhinolophus swinnyi
Rhinolophus swinnyi — вид рукокрилих родини Підковикові (Rhinolophidae).

## Поширення
Країни проживання: Демократична Республіка Конго, Мозамбік, Південно-Африканська Республіка, Танзанія, Замбія, Зімбабве. Знайдено у гірських вологих тропічних лісах, посушливих і вологих саванах. Населення залежить від печер, шахт та інших подібних місць для спочинку.

## Загрози та охорона
Населенню може локально загрожувати вирубка лісів, в основному в результаті лісозаготівель, місцевого використання деревини і дров, і загальні перетворення земель в сільськогосподарське використання. Вид присутній у деяких охоронних районах.